# CFL série 2300

Les série 2300 sont des rames automotrices à deux niveaux construite par Stadler Rail sur le modèle de la Stadler KISS. Elles sont opérées par la Société nationale des chemins de fer luxembourgeois.

## Histoire
Le 7 octobre 2010, les CFL passent commande de huit Stadler KISS pour assurer les trains entre Luxembourg et Coblence en Allemagne.

## Services effectués
La série 2300 est utilisée en 2025 sur les relations suivantes, notamment sur la ligne reliant Luxembourg et Coblence en Allemagne :
- Rodange - Troisvierges
- Luxembourg - Troisvierges
- Luxembourg - Wasserbillig - Coblence
- Luxembourg - Wasserbillig - Trèves
- Luxembourg - Wasserbillig - Wittlich
- Luxembourg - Volmerange-les-Mines
- Luxembourg - Rodange
- Luxembourg - Pétange

## Parc
L'ensemble du parc est basé au dépôt de Luxembourg, avec 8 exemplaires (au 13 octobre 2018).